# Henri Brisson

Henri Brisson

Eugène Henri Brisson (* 31. Juli 1835 in Bourges; † 13. April 1912 in Paris) war französischer Politiker und zweimaliger Premierminister von Frankreich.

## Frühe politische Laufbahn
Wie bereits sein Vater studierte Eugène Henri Brisson Rechtswissenschaften und wurde 1859 in Paris Rechtsanwalt. Zugleich war er Mitarbeiter des Temps und des Avenir national und gründete 1868 mit Paul Challemel-Lacour und François Allain-Targé die Revue politique, die indes noch im gleichen Jahr unterdrückt wurde.
Nach dem Sturz des Zweiten Kaiserreichs am 4. September 1870 wurde Brisson Vizebürgermeister von Paris, nahm aber nach der Revolte vom 31. Oktober 1870 seine Entlassung. Am 8. Februar 1871 wurde er als Vertreter der extremen Linken vom Département Seine zum Mitglied der Nationalversammlung gewählt. Als Abgeordneter vertrat er antiklerikale Thesen und trat für eine Grundschulerziehung ein. Im September 1871 beantragte er erfolglos eine allgemeine Amnestie für politische Vergehen und zog sich durch seine radikalen Äußerungen 1872 die Zensur der Kammer zu. Seit 1876 war er Mitglied der Abgeordnetenkammer, gehörte dort der Union républicaine an und wurde zu deren Präsidenten gewählt. Im Januar 1879 wurde er zweiter Vizepräsident der Abgeordnetenkammer und am 27. Februar 1879 Nachfolger von Léon Gambetta, seines Protektors, als Vorsitzender der Budgetkommission. Auch war er Berichterstatter über die Anklage gegen die Minister vom 16. Mai und 23. November 1877 und über die Ferryschen Unterrichtsgesetze.

## Premierminister 1885–1886 und 1898
Als Gambetta im November 1881 ein Kabinett bildete, wurde Brisson an seiner Stelle zum Präsidenten der Abgeordnetenkammer gewählt und blieb es auch nach Gambettas Sturz, wie er denn auch sonst sich von diesem unabhängig machte und durch Besonnenheit und Rechtlichkeit Ansehen erlangte. Der Übernahme eines Ministeriums entzog sich Brisson lange Zeit, um für sich die Präsidentschaft der Französischen Republik möglich zu erhalten. Nach dem Sturz Ferrys trat er jedoch als Präsident der Abgeordnetenkammer zurück und wurde, um die Einigkeit der republikanischen Parteien nicht zu gefährden, am 6. April 1885 als Nachfolger Ferrys Premierminister. Zugleich übernahm er auch das Justizministerium. Gegenüber dem Antrag auf Räumung Tongkings erklärte Brisson, dass sein Kabinett an der Schutzherrschaft über Tongking und Annam festhalte, und verlangte die Gewährung des vollen Kredits von 79 Millionen Francs. Die Kammer bewilligte ihn am 24. Dezember 1885, jedoch nur mit einer hauchdünnen Mehrheit von vier Stimmen. Dies veranlasste Brisson, der auch bei der Wahl des Präsidenten der Republik am 28. Dezember 1885 nur 68 Stimmen erhielt, sein Entlassungsgesuch einzureichen und am 7. Januar 1886 dem Kabinett von Charles de Freycinet Platz zu machen. Nach dem Rücktritt von Jules Grévy bekam er  bei der Neuwahl des Staatspräsidenten am 3. Dezember 1887 nur 26 Stimmen.
Gleichwohl blieb Brisson ein Mann der Öffentlichkeit und führte von 1892 bis 1893 in der parlamentarischen Untersuchungskommission zur Aufklärung des Panamaskandals den Vorsitz. Nach der Ermordung des Präsidenten Marie François Sadi Carnot kandidierte er am 27. Juni 1894 erneut erfolglos für das Amt des Staatspräsidenten; er erhielt bei dieser Gelegenheit 191 Stimmen. Im Dezember 1894 wurde er aber wieder zum Präsidenten der Abgeordnetenkammer gewählt. Dieses Amt behielt er, bis er am 28. Juni 1898 zum zweiten Mal als Premierminister ein Kabinett bildete. Wie bereits während seiner ersten Amtszeit übernahm Brisson mit der Leitung des Innenministeriums ein zusätzliches Portefeuille. Zu dieser Zeit war Frankreich von der Dreyfus-Affäre betroffen. Seine Aufrichtigkeit zur Lösung der Affäre (Brisson war ein Befürworter einer Revision) brachte ihm großen Respekt in der Bevölkerung ein. Dennoch musste er mit seinem Kabinett am 1. November 1898 zurücktreten.

## Anerkannter Staatsmann
Als ein Führer der Radikalen unterstützte Brisson die nachfolgenden Premierminister Pierre Waldeck-Rousseau und Émile Combes besonders bei Gesetzesvorlagen zur religiösen Ordnung und zur Trennung von Kirche und Staat. 1899 kandidierte Brisson wiederum erfolglos für das Amt des Präsidenten der Französischen Republik. Von Januar 1904 bis Januar 1905 war er zum dritten Mal Präsident der Abgeordnetenkammer. Anfang Juni 1906 wurde der mittlerweile 71-jährige Staatsmann mit 500 von 581 Stimmen schließlich zum vierten Mal in das gleiche Amt gewählt, das er bis zu seinem am 13. April 1912 eingetretenen Tod ausübte.